# Station Mezzocorona
Station Mezzocorona (Duits: Kronmetz) is een spoorwegstation aan de Brennerspoorlijn in de gemeente Mezzocorona (Italië-Trentino).